# 埃尔勒维尔
埃尔勒维尔（法語：Herleville，法語發音：[ɛʁləvil]）是法国上法蘭西大區索姆省的一个市镇，属于佩罗讷区。

## 地理
埃尔勒维尔（49°51'43"N, 2°45'6"E）面积6.05 平方千米，位于法国上法蘭西大區索姆省，该省份为法国北部沿海省份，北起加来海峡省和北部省，西接滨海塞纳省和大西洋英吉利海峡，南至瓦兹省，东临埃纳省。
与埃尔勒维尔接壤的市镇（或旧市镇、城区）包括：许涅、桑泰尔地区富科库尔、弗拉梅维尔-赖讷库尔、利翁斯、韦尔芒多维莱尔。
埃尔勒维尔的时区为UTC+01:00、UTC+02:00（夏令时）。

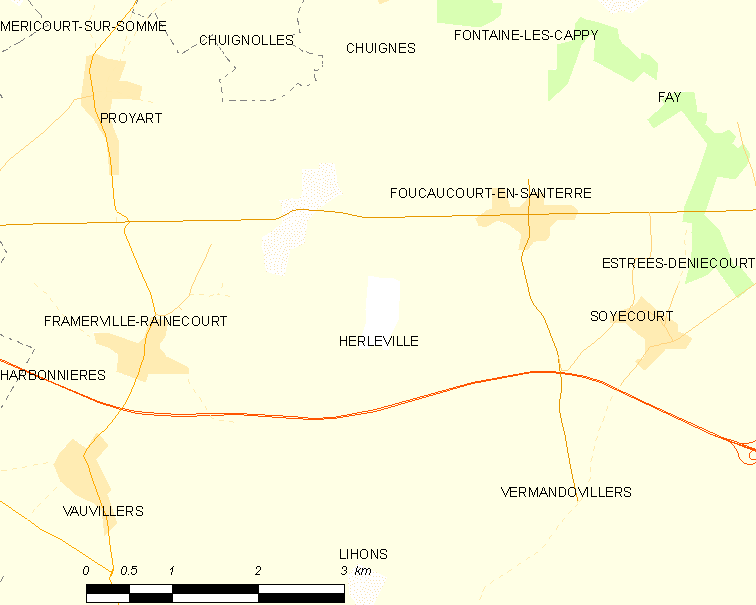
埃尔勒维尔的OSM定位图

## 行政
埃尔勒维尔的邮政编码为80340，INSEE市镇编码为80432。

## 政治
埃尔勒维尔所属的省级选区为阿姆县。

## 人口

1962-2008年间埃尔勒维尔人口变化图示

埃尔勒维尔于2022年1月1日时的人口数量为192人。